# Lymnastis
Lymnastis — рід жуків-турунів. Описано близько 40 видів.
Довжина тіла імаго 2-2,2 мм. Тіло одноколірне, жовте, пласке. Представники цього роду характеризуються наступними ознаками:
- голова маленька, вузька;
- Складні очі зазвичай великі, складаються з близько десяти тисяч фасеток;
- Лобова надочноямкова борозенка редукована;
- Прищткова борозенка на вершині не загнута;
- На надкрилах є дрібні волоски; на надкрилах немає зворотної борозенки;
- Вершина черевця виглядає з-під надкрил;
- Верхня частина тіла вкрита тонкимт волосками.